# كيلي بارنهيل
كيلي بارنهيل (بالإنجليزية: Kelly Barnhill)‏ هي كاتبة للأطفال ومؤلفة أمريكية، ولدت في 7 ديسمبر 1973 في منيابولس في الولايات المتحدة.

## وصلات خارجية
- كيلي بارنهيل على موقع ميوزك برينز (الإنجليزية)